# Sorbus rupicoloides
Sorbus rupicoloides är en rosväxtart som beskrevs av L.Houston och T.C.G.Rich. Sorbus rupicoloides ingår i släktet oxlar, och familjen rosväxter. Inga underarter finns listade i Catalogue of Life.